# 女川スタジアム
女川スタジアム（おながわスタジアム）は、宮城県牡鹿郡女川町清水にある球技専用（サッカー）スタジアム。施設は女川町が所有し、女川町スポーツコンソーシアム（構成団体：株式会社コバルトーレ（代表団体）、綜合警備保障株式会社宮城支社、
特定非営利活動法人女川町スポーツ協会）が指定管理者として運営管理を行っている。
なお、東京都渋谷区に本社を置くWACKが命名権を取得しており、2023年4月から「WACK女川スタジアム」（ワックおながわスタジアム）の呼称を用いている（後述）。

## 概要
女川町総合運動公園内の陸上競技場が東日本大震災により災害公営住宅の用地として利用されていたため、女川町がそれに代わる運動施設として新たに球技専用の競技場を建設する方針であることが2017年12月に報じられた。計画では女川町清水地区の旧宅地跡に建設される公園内に、約1,000の座席を含む約5,000人を収容できる全面天然芝の競技場を2020年春に完成させる予定であった。
予定より遅れて2020年4月に着工。球技場・管理棟および300台分の駐車場2か所を設置、事業費は約10億7,000万円で東日本大震災復興交付金を活用する。2021年4月1日に工事が完了して球技場が落成した。こけら落としは同年9月の東北社会人サッカーリーグのコバルトーレ女川の主催試合となる予定であったが、リーグ戦が打ち切りとなったため実現しなかった。その後は2022年3月29日〜3月31日のアイリスオーヤマ第7回プレミアリーグＵ―11チャンピオンシップがこけら落としとなる予定だったがこれも7月に延期となった。
2022年6月5日に有観客試合として開催されたコバルトーレvsFCプリメーロ（東北社会人サッカーリーグ第3節）がこけら落としとなった。
2022年9月24日に日本女子プロサッカーリーグの公式戦（WEリーグカップ、マイナビ仙台レディース
vs大宮アルディージャVENTUS
）が初めて開催された。
女川町は当スタジアムなどの指定管理者について2022年11月14日の選定委員会で、女川町スポーツコンソーシアム（構成団体：（代表）株式会社コバルトーレ・綜合警備保障株式会社宮城支社・特定非営利活動法人女川町スポーツ協会）を選定すると発表した。期間は2023年4月1日から2028年3月31日までの5年間となる。
2023年7月、NTTSportictとNTT東日本宮城事業部の支援により無人で撮影と配信が可能な人工知能(AI)搭載のカメラが県内自治体で初めて導入された。

2025年2月28日から3月2日まで東北初の100マイル(160km)トレイルランニングレース『女川100TRAILS2025〜1st〜』がスタジアムをスタート・ゴールとして開催された。

## 命名権
2023年2月18日、女川町で開催されたWACKと女川町のコラボイベント「WE ARE ONAGAWACKERS!!」DAY1 内で、女川スタジアムの命名権を株式会社WACKが取得すると発表された。また、同日に女川町生涯学習センターで命名式が行われた。なお、契約期間は2023年4月1日から2028年3月31日の5年間、契約料は年額40万円で、「WACK女川スタジアム」の名称を用いる。

## 施設概要
- 管理棟：木造2階建、床面積 999.7m2[1]
- グラウンド：天然芝 120m x 80m[1]
- スタンド：観客席 5,000席（固定席 592席、芝生席 4,408席）[1]

## アクセス
- JR石巻線 女川駅より徒歩20分[9]
- 三陸縦貫自動車道石巻女川インターチェンジより車で25分[9]

## ギャラリー

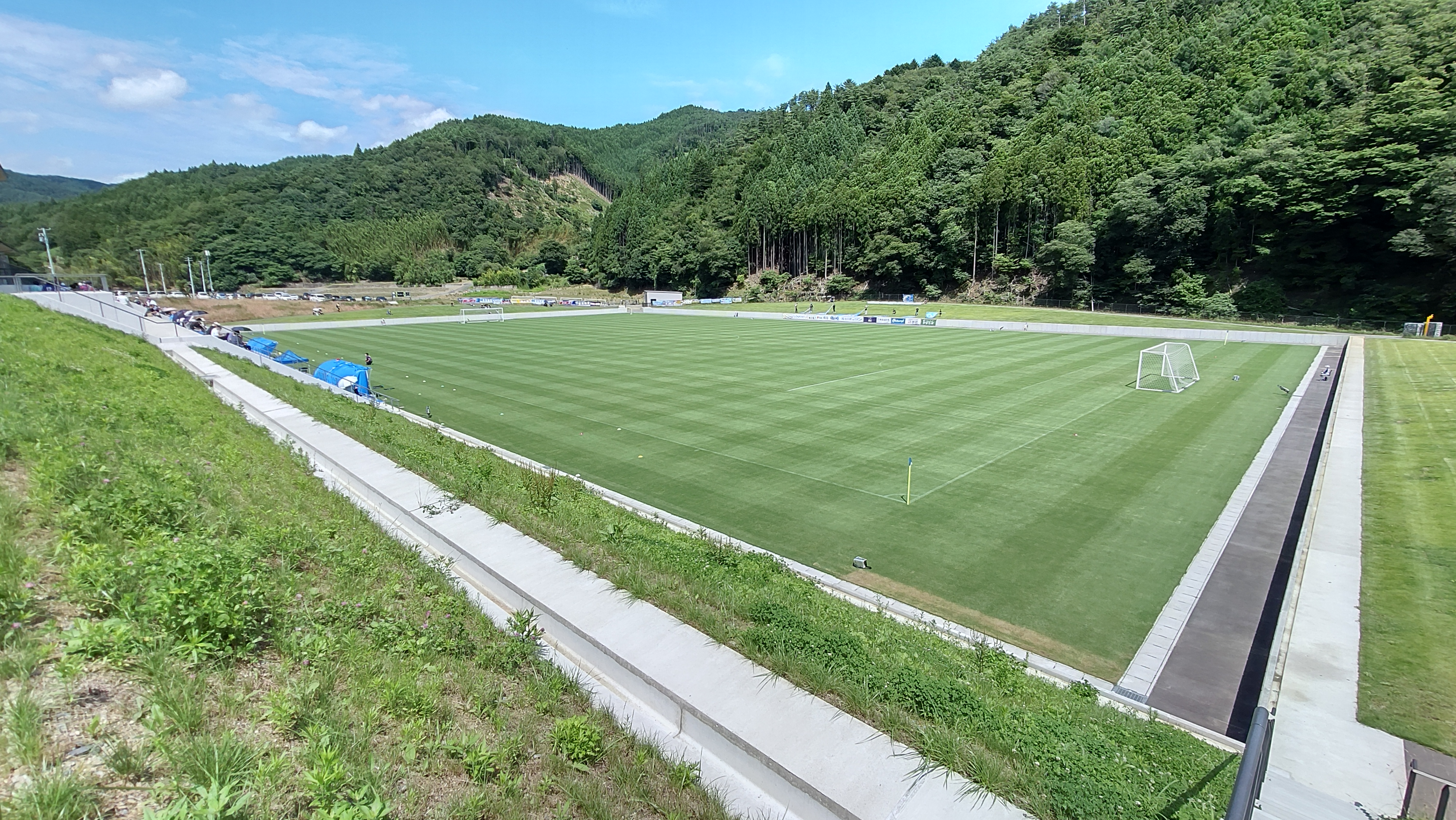
メインアウェイ側からホームがわを見る
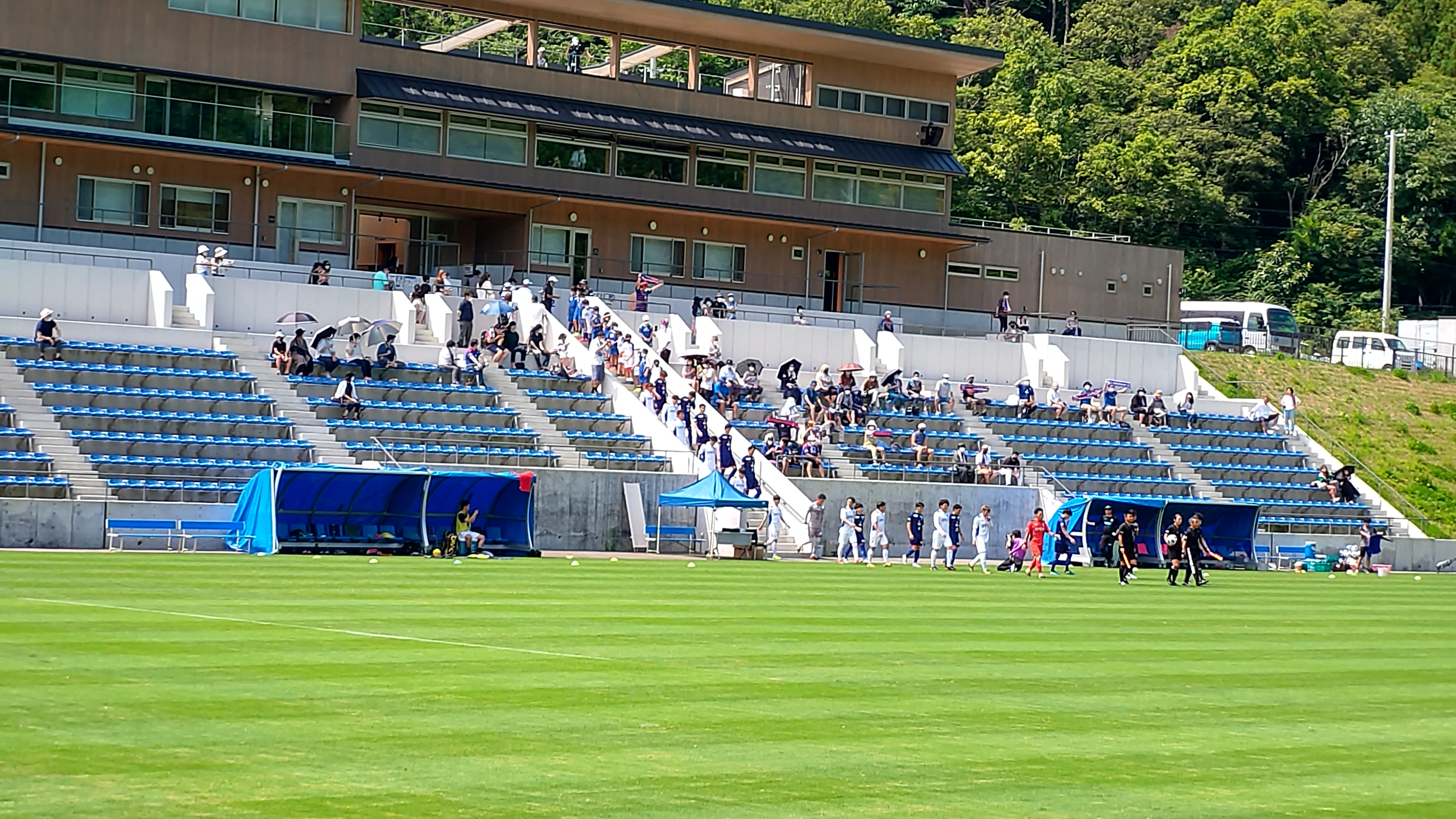
メインスタンドアップ
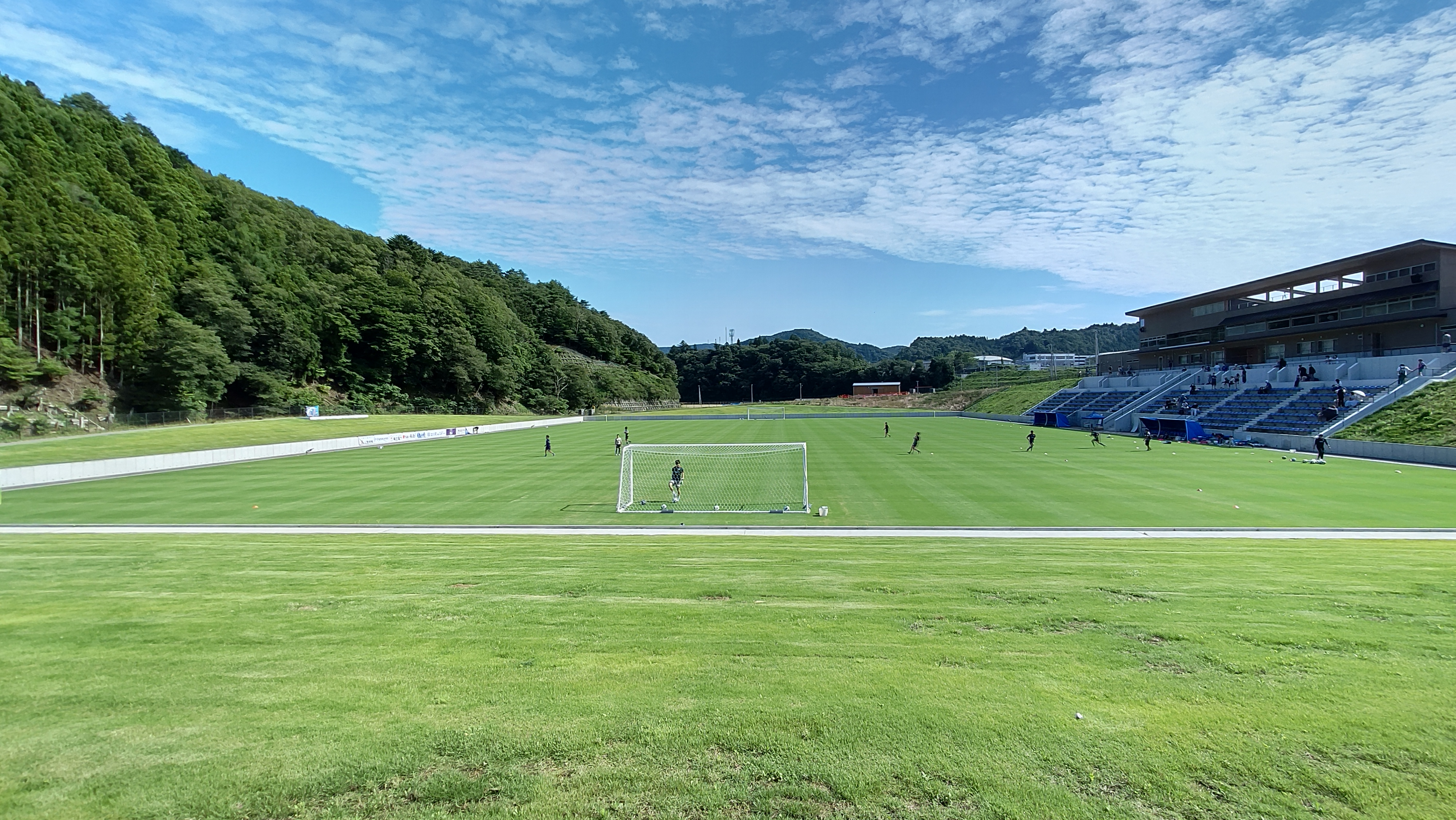
ホームゴール裏からピッチを見る
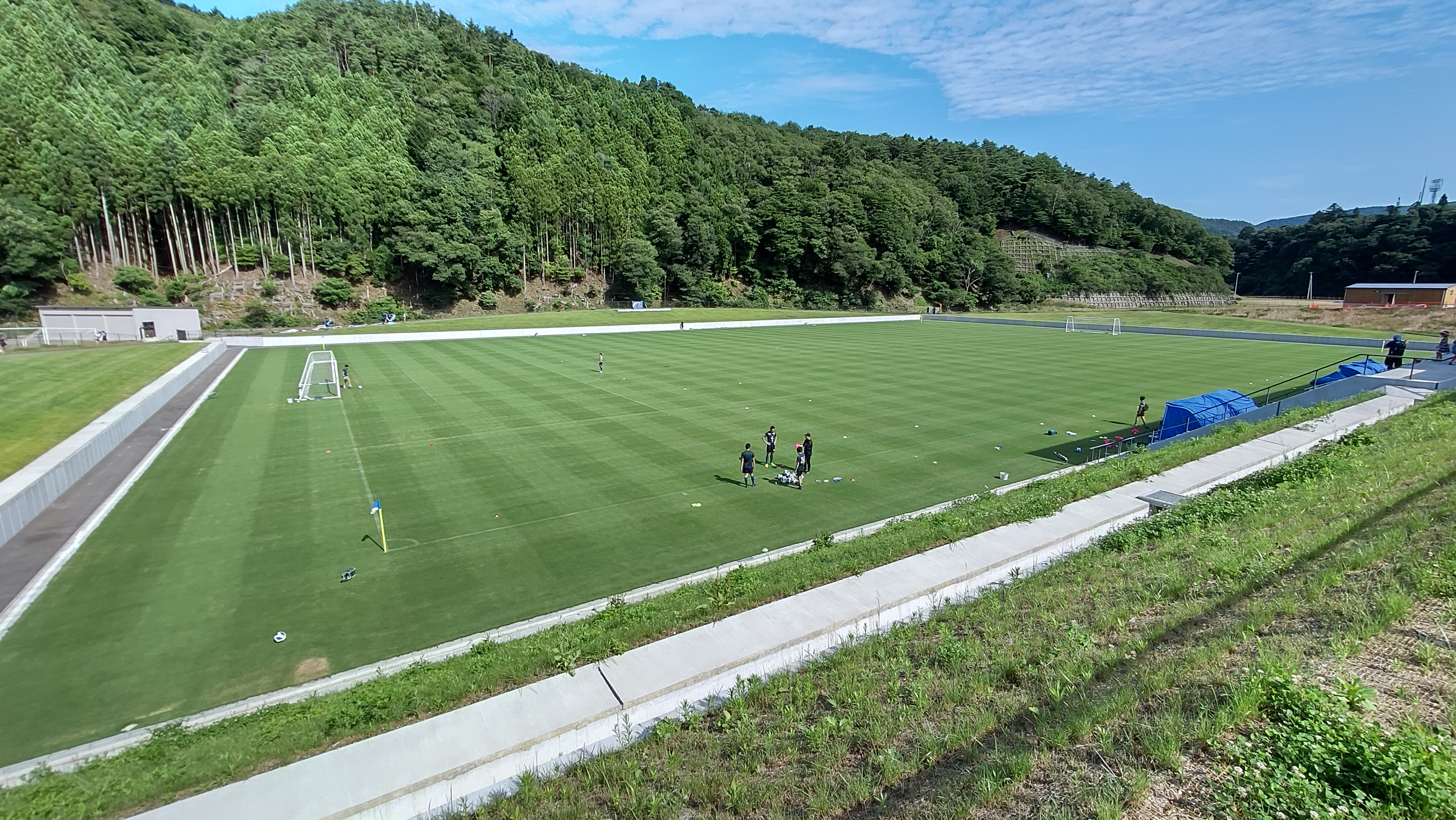
メインホーム側からアウェイ側を見る
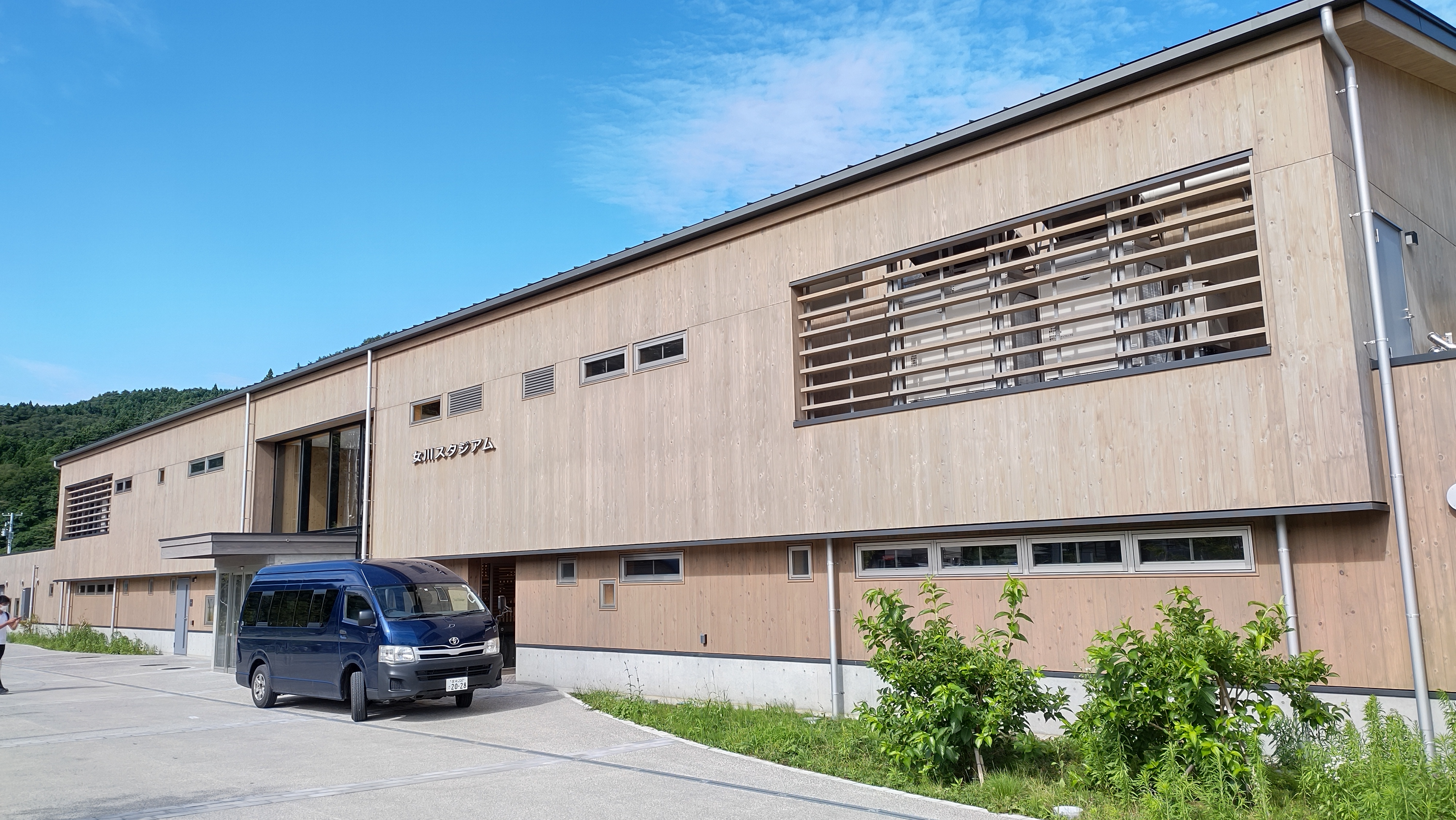
管理棟